# Anchialina oculata
Anchialina oculata är en kräftdjursart som beskrevs av Hoenigman 1960. Anchialina oculata ingår i släktet Anchialina och familjen Mysidae. Inga underarter finns listade i Catalogue of Life.